# Cyttaria espinosae
Cyttaria espinosae är en svampart som beskrevs av Lloyd 1917. Cyttaria espinosae ingår i släktet Cyttaria och familjen Cyttariaceae.   Inga underarter finns listade i Catalogue of Life.